# Jenny Hall
Jenny Hall (ur. 24 grudnia 1957) – australijska judoczka.
Uczestniczka mistrzostw świata w 1982. Srebrna i brązowa medalistka mistrzostw Oceanii w 1979. Wicemistrzyni Australii w 1982 roku.